# John Dalrymple (1er comte de Stair)
John Dalrymple (1648 - 8 janvier 1707) est un pair écossais et un parlementaire whig qui a joué un rôle crucial dans l'acte d'union signé en 1707 entre le royaume d'Écosse et le royaume d'Angleterre, qui deviennent ainsi le Royaume de Grande-Bretagne.

## Biographie
Fils de James Dalrymple, 1er vicomte de Stair, John Dalrymple est né dans le domaine de Stair, paroisse de Stair, à Kyle, dans le Ayrshire. Il est au service du roi Jacques VII (Jacques II d'Angleterre), mais en tant que membre important du Parlement d'Écosse il a contribué à provoquer l'accession au trône de Guillaume II (Guillaume III d'Orange-Nassau) en 1689. La même année, le roi le récompense en le nommant Lord Advocate, et en 1691 il est nommé secrétaire d'État chargé de l'Écosse, avec James Johnston.
Dalrymple est surtout connu pour sa participation en 1692 au massacre de Glencoe. En 1695, le parlement écossais réclame une enquête sur le massacre, et lorsque le rapport d'enquête est présenté, vote une motion selon laquelle « l'exécution des hommes de Glencoe était un meurtre ». La responsabilité du crime retombe sur les ministres écossais du roi, et de nombreuses personnes critiquent la protection accordée par le roi à Dalrymple, en particulier Lord Macaulay, qui le qualifie de « grand manquement au devoir ». Pour toute sanction, il est démis de ses fonctions de secrétaire d'État. Il revient au gouvernement en 1700 en tant que membre du Privy Council of Scotland (en). À la mort de son père, il devient 2e vicomte de Stair en 1695, et il est fait 1er comte de Stair en 1703 par la reine Anne.

## Famille
Il épouse Elizabeth Dundas (décédée le 25 mai 1731), fille de Sir John Dundas of Newliston et Agnes Gray. Ils ont six garçons et quatre filles, mais seulement trois fils et une fille atteignent l'âge adulte : John Dalrymple, 2e comte de Stair (né en 1673, mort en 1747), William (baptisé le 11 octobre 1678, mort le 3 décembre 1744), George Dalrymple of Dalmahoy (baptisé le 10 mars 1680, mort le 29 juillet 1745) et Lady Margaret Dalrymple (baptisée le 25 août 1684, morte le 3 avril 1779).